# نظریه شیء
نظریه شیء (به انگلیسی: Thing theory) شاخه‌ای از نظریه انتقادی است که بر تعاملات انسان و اشیاء در ادبیات و فرهنگ تمرکز دارد. این نظریه از تمایز هایدگر بین ابژه و شیء وام گرفته شده است، و چنین می‌گوید که یک ابژه زمانی به یک شیء تبدیل می‌شود که دیگر نمی‌تواند کارکرد مشترک خود را انجام دهد. نظریه شیء در اشیاء از نظر مفهومی مانند واقعیت ژاک لاکان است. فلوگا بیان می‌کند که تحت تأثیر نظریه کنشگر-شبکه و کار برونو لاتور است.
از نظر پروفسور بیل براون از دانشگاه شیکاگو، اشیاء مواردی هستند که سوژه‌ها برای آن‌ها حس مکان، کاربرد و نقش مشخص و واضحی دارند. از سوی دیگر، اشیاء زمانی خود را نشان می‌دهند که به‌طور غیرمنتظره‌ای با بدن ما ارتباط برقرار می‌کنند، خراب می‌شوند، عملکرد نادرست دارند، ارزش‌های اجتماعی رمزگذاری شده خود را از دست می‌دهند یا از درک ما می‌گریزند. هنگامی که شخص با شیئی روبه‌رو می‌شود که خارج از کاربرد قابل تشخیص و مورد انتظارش است، باعث لحظه‌ای قضاوت می‌شود که به نوبه خود باعث پیکربندی مجدد تاریخی یا روایی بین سوژه و ابژه می‌شود که براون از آن به‌عنوان شیء یاد می‌کند. این نظریه عمدتاً توسط پروفسور براون ایجاد شد، که در سال ۲۰۰۱ یک شماره ویژه از مجله تحقیق انتقادی (Critical Inquiry) را در مورد آن ویرایش کرد و یک تک‌نگاری در این زمینه با عنوان حس چیزها منتشر کرد.

براون در مقاله خود «نظریه شیء» می‌نویسد:
وقتی [چیزی] برای ما کار نمی‌کند شروع می‌کنیم به رویارویی با اشیایی که کار نمی‌کنند: وقتی مته می‌شکند، وقتی ماشین متوقف می‌شود، وقتی پنجره کثیف می‌شود، وقتی جریان در مدارهای تولید و توزیع، مصرف و نمایشگاه‌ها متوقف می‌شود، هرچند برای لحظه‌ای؛ بنابراین، داستان اشیایی که خود را به‌عنوان شیء مطرح می‌کنند، داستان یک رابطه تغییریافته با سوژه انسانی است و بنابراین داستان این است که چگونه آن چیز واقعاً یک شیء را کمتر از یک رابطه سوژه-ابژه خاص نام‌گذاری می‌کند. همان‌طور که آن [چیزهایی که کار نمی‌کنند و] در زندگی ما وجود دارند، ما از طریق اشیاء به آن‌ها نگاه می‌کنیم (برای این‌که ببینیم در مورد تاریخ، جامعه، طبیعت یا فرهنگ چه چیزی را فاش می‌کنند - مهم‌تر از همه، چه چیزی در مورد خود ما فاش می‌کنند)، ما فقط نگاهی اجمالی به اشیاء می‌اندازیم.
شیء می‌تواند به تعاملات نزدیک با بدن سوژه نیز گسترش یابد. براون به برخوردهایی مانند «بریدن انگشت خود روی یک برگه» یا «سفر [پینگ] روی یک اسباب‌بازی» اشاره می‌کند تا استدلال کند که ما «در چیزهایی گرفتار شده‌ایم» و «بدن یکی از چیزهاست».

## کاربردهای نظریه شیء
نظریه شیء برای مطالعه مدرنیسم مناسب است، به‌دلیل مشغله‌های ماتریالیستی شاعران مدرنیستی مانند ویلیام کارلوس ویلیامز، که اعلام کرد «هیچ ایده‌ای جز در اشیاء نباید وجود داشته باشد» یا ایده تی. اس. الیوت از همبستگی عینی. نظریه شیء همچنین جایگاهی در مطالعه فرهنگ سازندگان معاصر پیدا کرده است که نظریه‌های زیبایی‌شناختی براون را برای اعمال مادی سوءاستفاده به‌کار می‌برد. منتقدان اخیر نظریه شیء را نیز در شیوه‌های دفینه‌اندوزی به‌کار برده‌اند.
تئوری شیء همچنین کاربردهای بالقوه‌ای در زمینه انسان‌شناسی دارد. براون به کورنلیوس کاستوریادیس اشاره می‌کند، که می‌گوید چگونه ادراک اشیاء در ارتباطات میان‌فرهنگی متفاوت است. کاستوریادیس بیان می‌کند که مثلاً «درک اشیاء» برای یک فرد از یک جامعه، ادراک اشیای «مسکونی» و «جان‌دار» خواهد بود. درحالی‌که برای فردی از جامعه دیگر ممکن است اشیاء را به عنوان «ابزار بی‌اثر یا اشیای مالکیت» ببیند. براون اظهار می‌کند که وقتی شیئی از یک دوره تاریخی قبلی در زمان حال مشاهده شود، شیئی می‌تواند حاصل شود. او بیان می‌کند که «هرچقدر هم که اشیاء از نظر مادی پایدار به نظر می‌رسند، اجازه دهید بگوییم، در صحنه‌های مختلف اشیای متفاوتی هستند» او به نیکلاس توماس اشاره می‌کند که می‌نویسد: «به عنوان موجودات برجسته اجتماعی و فرهنگی، اشیاء برخلاف ثبات مادی خود تغییر می‌کنند.
براون اشاره می‌کند که چگونه می‌توان نظریه شیء را برای درک ادراکات تغییرات تکنولوژیکی به کار برد. او از مثال بازدیدکننده گیج موزه‌ای استفاده می‌کند که مجسمه پاک‌کن ماشین تحریر اثری از کلاس اولدنبرگ را می‌بیند و می‌پرسد «این فرم تا کنون چگونه عمل کرده است؟» از این نظر، تلاش عمدی اولدنبورگ برای تبدیل یک ابژه به یک شیء «قدرت این اثر خاص را در نمایش شکاف نسلی و به صحنه بردن (ملودراماتیزه کردن، حتی) مسئله کهنگی بیان می‌کند.

## نقدها
منتقدانی از جمله سورین فاولز از دانشگاه کلمبیا و معمار تام موران در دانشگاه میشیگان شروع به سازماندهی کلاس‌هایی در باب «نظریه شیء» در رابطه با ادبیات و فرهنگ کرده‌اند. فاولز نقطه کوری را در تئوری شیء توصیف می‌کند که آن را به توجه پساانسان و پسااستعماری به حضور فیزیکی نسبت می‌دهد. از پرداختن به تأثیر «غیر شیءها، فضاهای منفی، اشیای گمشده یا رها شده، خلأها یا شکاف‌ها - غیبت‌ها، که به‌عنوان حضورهای موجودیت‌مانندی که ما باید با آن‌ها مبارزه کنیم، در برابر ما قرار می‌گیرند» شکست خورده است. برای مثال، فاولز توضیح می‌دهد که چگونه یک سوژه انسانی باید تفاوت بین مجموعه‌ای از کلیدها و مجموعه‌ای از کلیدهای گمشده را درک کند، اما این آگاهی انسان‌محور در نظریه چیز وجود ندارد.